# Noëlle Cordier

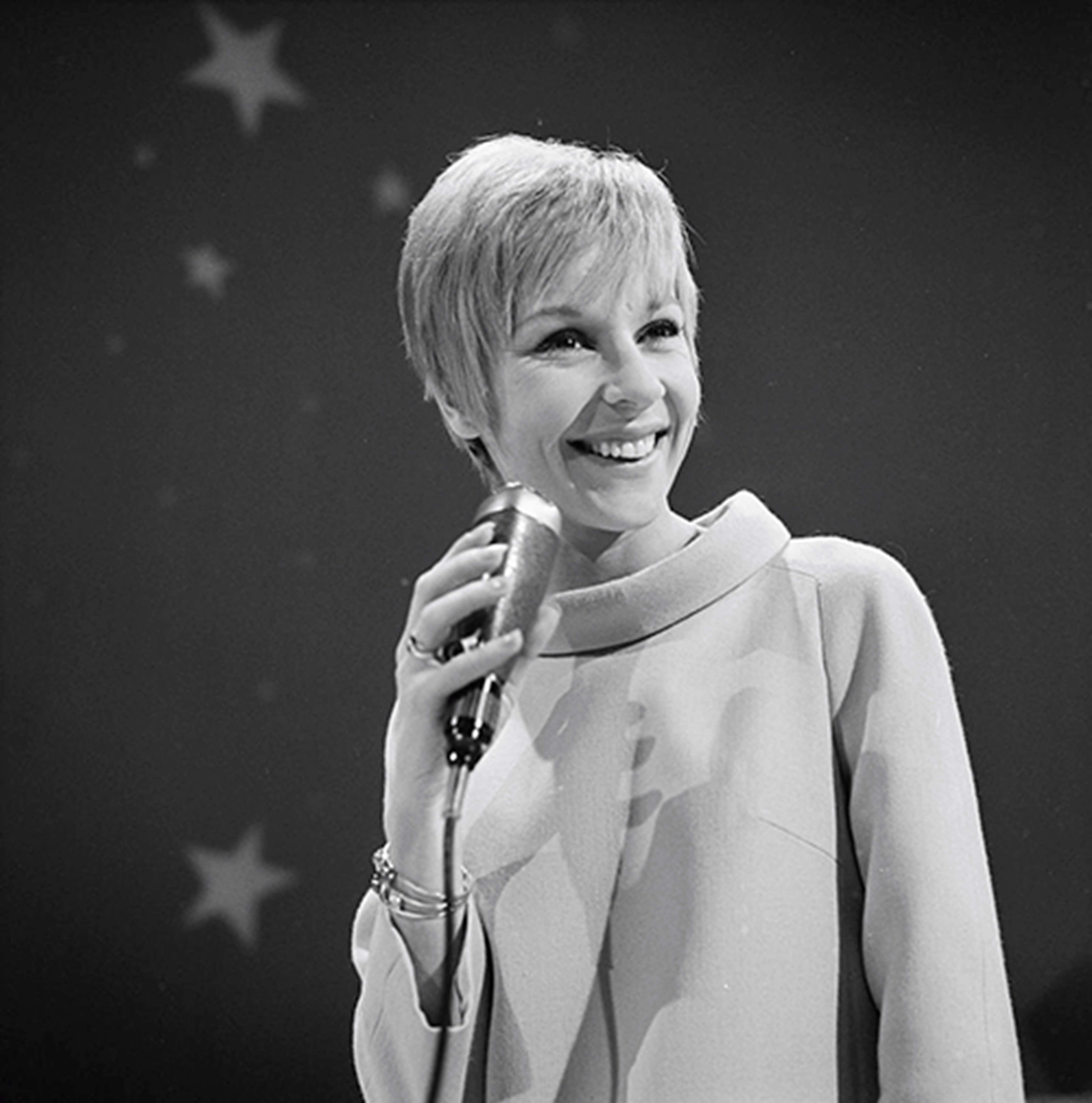
Noëlle Cordier (1967)

Noëlle Cordier (Paris, 7 de abril de 1944) é uma cantora francesa. Ela participou pela França no Festival Eurovisão da Canção 1967 que se realizou em Viena com a canção Il doit faire beau là-bas que terminou em terceiro lugar, atrás de Puppet On A String (Sandie Shaw) pelo Reino Unido, e de If I Could Choose (Sean Dunphy) pela Irlanda. A canção é muito bem conhecida e permanece como favorita entre os fãs da Eurovisão. Cordier tentou novamente regressar à Eurovisão, em Festival Eurovisão da Canção 1970, com a canção Comme en pourrait s'aimer, mas não conseguiu ser selecionada.
Em 1973, Cordier apareceu na ópera rock La Révolution Française em Paris, e em 1974, ela obteve grande êxito com a canção "Tu T'En Vas", em dueto com Alain Barrière (que tinha representado a França no Festival Eurovisão da Canção 1963 que se realizou em Londres. Canções como Un Amour Comme Le Nôtre, Aimer Comme Je T'Aime e Mon Cœur Pour Te Garder também tiveram grande popularidade em França e no Quebeque. Em 1978, Cordier fez uma nova tentativa para regressar à Eurovisão, desta vez com o tema Tombe l'eau, mas mais uma vez não o conseguiu. Retirou-se em 1981, se bem que ela de vez em quando surja nalguns programas televisivos em França.